# Outlast
Outlast (англ. Пережити) — комп'ютерна відеогра в жанрі survival horror від першої особи, розроблена й випущена канадською компанією Red Barrels на платформу Microsoft Windows у 2013 році. Пізніше були випущені версії гри для macOS, Linux, PlayStation 4, Xbox One й Nintendo Switch. Події в Outlast відбуваються в покинутій психіатричній лікарні, де герой-журналіст стикається з жорстоко налаштованими божевільними. На відміну від багатьох подібних ігор, протагоніст не має зброї й змушений тікати та ховатися від ворогів, що переслідують його. У 2017 році була випущена гра-продовження — Outlast 2.

## Сюжет
1945 рік. Американські спецслужби проводять операцію «Скріпка» (англ. Paperclip), транспортуючи в США вчених із Нацистської Німеччини для праці в психіатричній клініці Маунт-Месів.

1967 рік. У клініці відбувається інцидент — троє вчених убиті невідомим пацієнтом.

1972 рік. Голова ЦРУ Річард Гелмс наказує знищити всі документи, пов'язані з клінікою Маунт-Месів. Уціліло лише кілька паперів.

2013 рік. Журналіст Майлз Апшер (англ. Miles Upshur) отримує повідомлення електронною поштою, автором якого є співробітник компанії Меркофф, який повідомляє йому про незаконні експерименти в клініці. Майлз вирішує вирушити туди для репортажу.
Гра починається з того, що ми бачимо, як Майлз під'їжджає до клініки на своїй машині. У декількох десятках метрів від лікарні глушиться радіо, яке працювало в машині. Майлз під'їжджає до входу, перевіряє наявність листа, камери з нічним баченням і двох батарейок. Підійшовши до лікарні, він виявляє, що лікарня не охороняється, усі входи закриті, а поруч стоять три бронемашини.
Проникнувши в лікарню через віконце, Майлз бачить весь жах, що відбувається в ній: усюди розкидані розчленовані трупи, а по коридорах бродять божевільні й знівечені пацієнти. Серед усіх цих зійшовших із розуму людей зустрічається священик Мартін, який пропагує культ навколо божества, званого Волрайдер (англ. Walrider); колишній охоронець лікарні Кріс Вокер, схожий на великого мутанта, що протягом всієї гри переслідує Майлза для того, щоб убити, а також лікар Річард Трагер — садист, який використовує пацієнтів для своїх збочених хірургічних дослідів. Рухаючись коридорами клініки, головний герой дізнається, що вона є лише прикриттям наукового інституту Меркофф (англ. Murkoff Corporation) для проведення незаконних дослідів із метою отримання нового виду людей, що володіють надздібностями.
Незабаром Майлз дізнається, що під лікарнею розташована наукова лабораторія Меркофф. Досліджуючи лабораторію, він натикається на таємничий темний згусток, схожий на туман, який переслідує його й убиває потрапившого на його шлях Кріса, після чого ховається. Майлз рухається далі й знаходить ученого — доктора Рудольфа Верніке, який розповідає про проект Волрайдер і про Біллі — єдиного вижившого в ході експериментів піддослідного, який і керує загадковим згустком, Волрайдером. Після цього він просить репортера вбити Біллі: для цього необхідно відключити подачу води й електрики в капсулу, у якій зберігається його фізичне тіло. Після того як робота зроблена, Волрайдер починає бити героя, підкидає на велику висоту, та вселяється в нього. Репортер падає, ламаючи ногу, і насилу намагається покинути лабораторію.
У дверях на виході його зустрічає доктор Верніке в оточенні спецназу й наказує розстріляти журналіста. Майлз падає, після чого лунає переляканий вигук доктора: «Ти став носієм!» — далі чути крики, стрілянина солдатів і звуки, що видаються Волрайдером, яким став сам Майлз (це стає зрозуміло, з аналізу підібраних документів).

## Ігровий процес
Гравець грає за журналіста Майлза Апшера, управління яким здійснюється від першої особи. Із собою Майлз носить блокнот, у який протягом гри вносить замітки, і відеокамеру. Оскільки Майлз звичайна людина, яка не володіє ніякою зброєю, відеокамера — єдиний предмет, який можна використовувати.
Камера обладнена приладом нічного бачення, без якого погано освітленою клінікою просто неможливо пересуватися. При використанні приладу нічного бачення камера починає швидко розряджатися, що змушує гравця постійно шукати розкидані всюди батарейки.
В ігровому процесі присутні вирішення нескладних головоломок; потайне переміщення, а також моменти, у яких необхідно тікати від своїх переслідувачів, долаючи різні перешкоди; ховатися в темряві, шафках для одягу, під ліжками й в інших затишних місцях. Головний герой не має союзників, не враховуючи батька Мартіна й одного пацієнта, який переслідує Майлза й допомагає йому протягом всієї гри.

## Доповнення й сиквел
29 жовтня 2013 року на вебсайті Red Barrels з'явилося повідомлення про те, що готується доповнення до гри під назвою «Whistleblower» (укр. Інформатор). Гравцям доведеться грати за Вейлона Парку — чоловіка, що розповів Майлзу Апшеру про досліди в лікарні. Гравцям доведеться побачити ті страшні експерименти, які проводилися над хворими й спостерігати те саме повстання безумців. Вихід DLC відбувся 6 травня 2014 року на PC і PlayStation 4 в Америці й 7 травня 2014 року на PS4 у Європі.
29 жовтня 2015 року на Red Barrels був оприлюднений тизер Outlast 2. Відеогра вийшла 25 квітня 2017 роки на PC, PlayStation 4 та Xbox One.

## Оцінка й відгуки
| Агрегатор    | Оцінка |
| ------------ | ------ |
| GameRankings | 83,08% |
| Metacritic   | 80/100 |

| Видання  | Оцінка |
| -------- | ------ |
| Edge     | 9/10   |
| GameSpot | 7/10   |
| IGN      | 7,8/10 |

Outlast отримала багато позитивних відгуків від критиків. Зокрема, на сайті Metacritic гра отримала 80 балів з 100 на підставі 35 рецензій; на сайті Game Rankings гра має 81,03 % на підставі 23 рецензій.
Гра була представлена на виставці Electronic Entertainment Expo 2013 і стала переможцем  номінаціях «Most Likely to Make you Faint» і «Best of E3». Краща гра 2013 року в номінації «Жахи» за версією журналу «Ігроманія».
Ігровий сайт Rock, Paper, Shotgun похвалив гру, додавши
| Outlast — це не експеримент, щоб перевірити, наскільки ігри можуть бути страхітливими. Це наочна ілюстрація. Оригінальний текст (англ.) Outlast is not an experiment in how games can be scary, it’s an exemplification. |

Оглядач з сайту IGN англ. Marty Sliva оцінив гру на 7,8 балів, позитивно відзначивши ґеймплей, однак розкритикував якість моделей і оточення.
У своєму відгукі портал Absolute Games відмітив, що гра реально лякає.
Гра перемогла в номінації «Жахи року» (2013) журналу «Ігроманія».